# Маббл-Рідж
Маббл-Рідж (або Мармуровий хребет)— невеликий гірський масив, що примикає до річки Фрейзер на південно-західному краю Внутрішнього плато Британської Колумбії. Має площу 1250 км2 , в довжину близько 65 км простягається з північного західу на південний східі близько 20 км шириною. Його південний край - це північна стіна Мармурового каньйону та долина, зайнята скотарством і спільнотою перших націй Павіліон .

## Дивіться також
- Очистити діапазон
- Павільйон Озеро